# 1973 w sztukach plastycznych
Wydarzenia w sztukach plastycznych i wizualnych w 1973 roku.

## Wydarzenia
- Otwarto Rijksmuseum Vincent van Gogh w Amsterdamie[1].
- Odbyło się pierwsze Biennale w Sydney[2].
- Odbyło się piąte i ostatnie Biennale Form Przestrzennych w Elblągu pod hasłem „Kino Laboratorium”
- Odbyły się XI Międzynarodowe Spotkania Artystów, Naukowców i Teoretyków Sztuki w Osiekach.
- Powstała grupa teatralna Akademia Ruchu w Warszawie

## Malarstwo
- Jerzy Duda Gracz - obrazy: Portret chorego fachowca, Portret krytyka (J. Waldorfa)[3]
- Salvador Dalí

Dali malujący z tyłu Galę uwiecznioną przez sześć wirtualnych soczewek prowizorycznie odbijających się w sześciu prawdziwych lustrach (1972-1973, nieukończony)
- Hans Rudolf Giger

Krajobraz XIV – akryl na papierze/drewnie, 70x100 cm
Krajobraz XV (1972-1973) – akryl na papierze/drewnie, 70x100 cm
- Edward Dwurnik

Cóż jest prawda?, z cyklu „Sportowcy” – akryl i olej na płótnie, 146x114 cm
- Henryk Stażewski

Relief – akryl na desce, 30x30 cm
- Jerzy Nowosielski

Akt – toaleta z lampą – farba polimerowa

## Plakat
- Jan Młodożeniec

plakat do sztuki teatralnej Żeby wszystko było jak należy – format A1
- Franciszek Starowieyski

plakat do filmu Sanatorium pod Klepsydrą – format A1
plakat do filmu Nie będę cię kochać – format A1
plakat do filmu Iluminacja – format A1

## Kolaż
- Hannah Höch

Portret życia

## Rzeźba
- Duane Hanson

Young Shopper – poliester i włókno szklane
- Władysław Hasior

Rydwan Skandynawski (1972-73)

## Fotografia
- Jerzy Bereś

Licytacja – osiemnaście sztuk fotografii czarno-białej o wymiarach 22,9x15 cm, tkanina, drut, w kolekcji MOCAK

## Wideo
- KwieKulik

Działania na jednominutówkach innych – 35 mm, 10 min. 23 s.

## Nagrody
- World Press Photo – Nick Ut[19]
- Nagroda im. Jana Cybisa – Tadeusz Dominik

## Urodzeni
- 19 września – Dorota Nieznalska, polska artystka
- Hubert Czerepok – polski artysta intermedialny
- Polys Peslikas – cypryjski malarz współczesny

## Zmarli
- 2 marca – Alina Szapocznikow (ur. 1926), polska rzeźbiarka i graficzka
- 21 marca – Jan Marcin Szancer (ur. 1902), polski grafik i ilustrator
- 8 kwietnia – Pablo Picasso (ur. 1881), hiszpański malarz, rzeźbiarz i grafik
- 9 kwietnia – Bonawentura Lenart (ur. 1881), polski grafik
- 21 listopada – Janina Bobińska-Paszkowska, (ur. 1884), polska malarka
- Jadwiga Handelsman, polska artystka, kilimarka i fotografka żydowskiego pochodzenia